# Île de Noirmoutier
Île de Noirmoutier (sentonško Nérmoutàe, bretonsko Nervouster) je otok ob atlantski obali Francije, upravno del departmaja Vendée v regiji Loare.
Otok površine 48 km² je najbolj poznan po 4,5 km dolgem naravnem prehodu Passage du Gois, ki ga povezuje s celino in je poplavljen dvakrat na dan. Južno od prehoda je 583 m dolg most, zgrajen v letih 1969–1971, ki povezuje občini Barbâtre na otoku in La Barre-de-Monts na celini. Središče otoka Noirmoutier-en-l'Île leži na njegovem severovzhodnem delu, ob zalivu Bourgneuf.